# Roques de García
Les Roques de García sont des formations rocheuses d'Espagne situées dans les îles Canaries, sur Tenerife, à l'intérieur de la caldeira de las Cañadas. Elles comprennent notamment le Roque Cinchado.

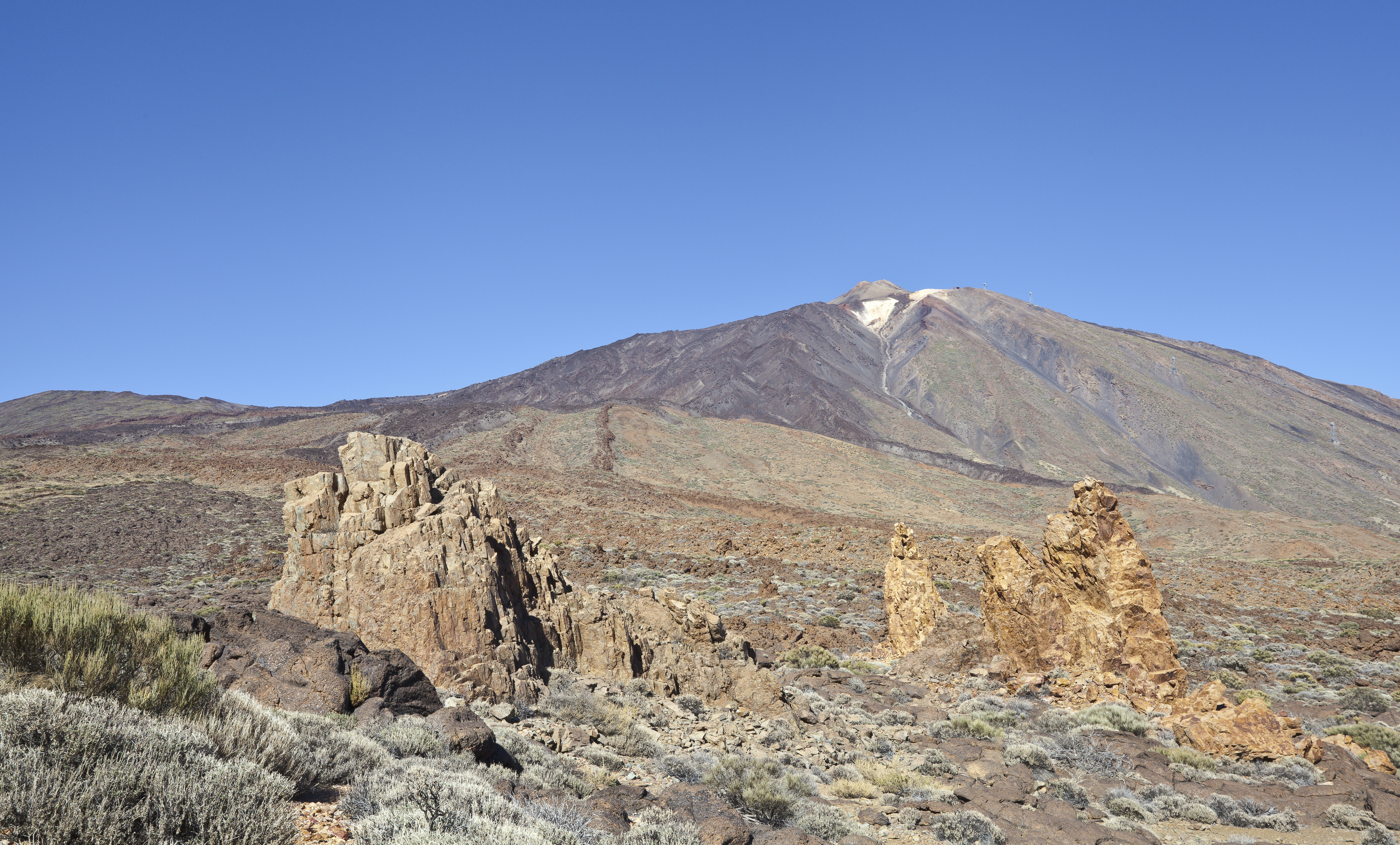
Vue des Roques de García dominés par le Teide.
Vue rapprochée du Roques de García. Mai 2018.
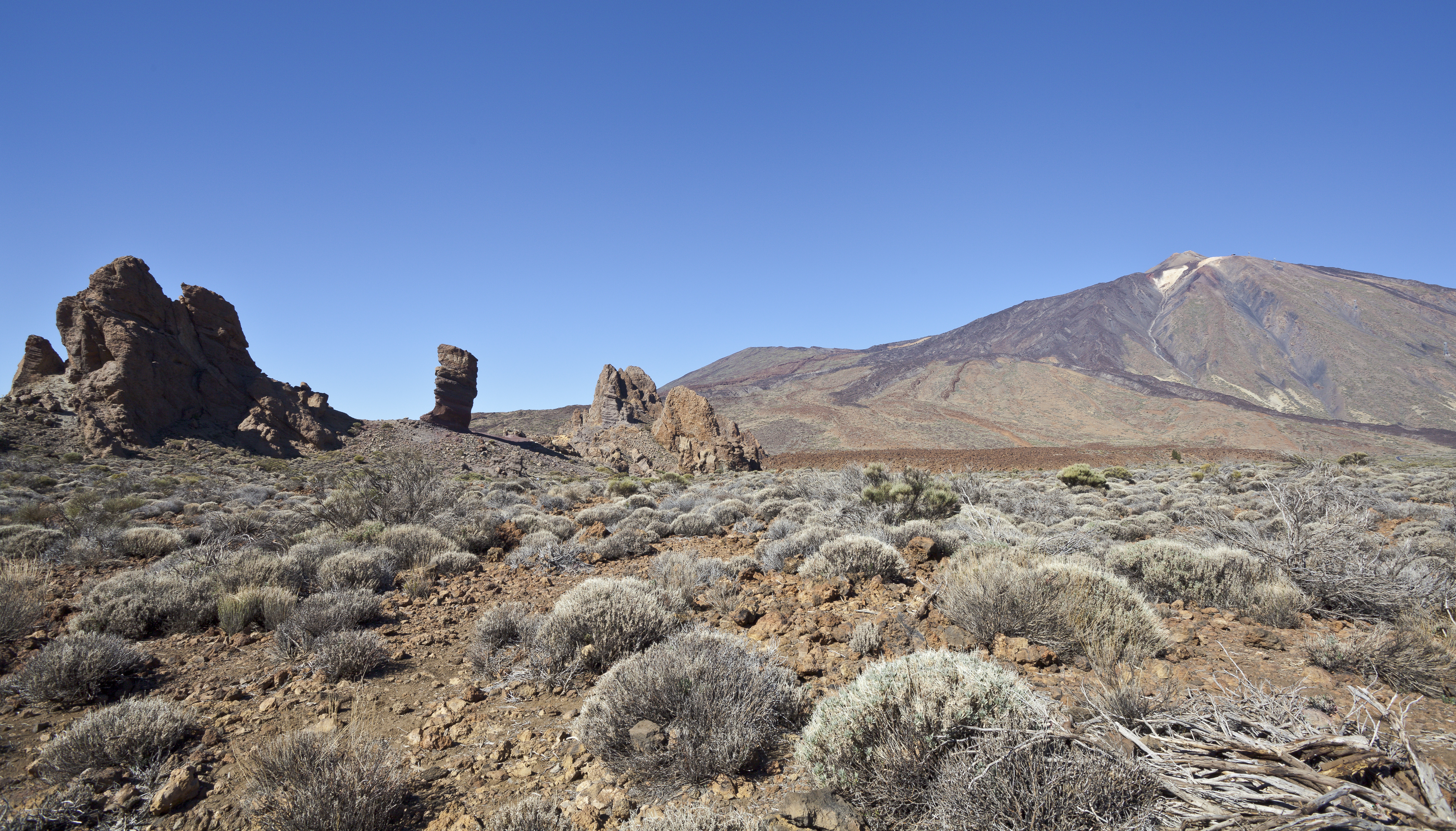
Vue d'une partie des Roques de García dont le Roque Cinchado (au centre) dominés par le Teide.

Vue panoramique du Roques de García, avec le Roque Cinchado et le Teide. Mai 2018.

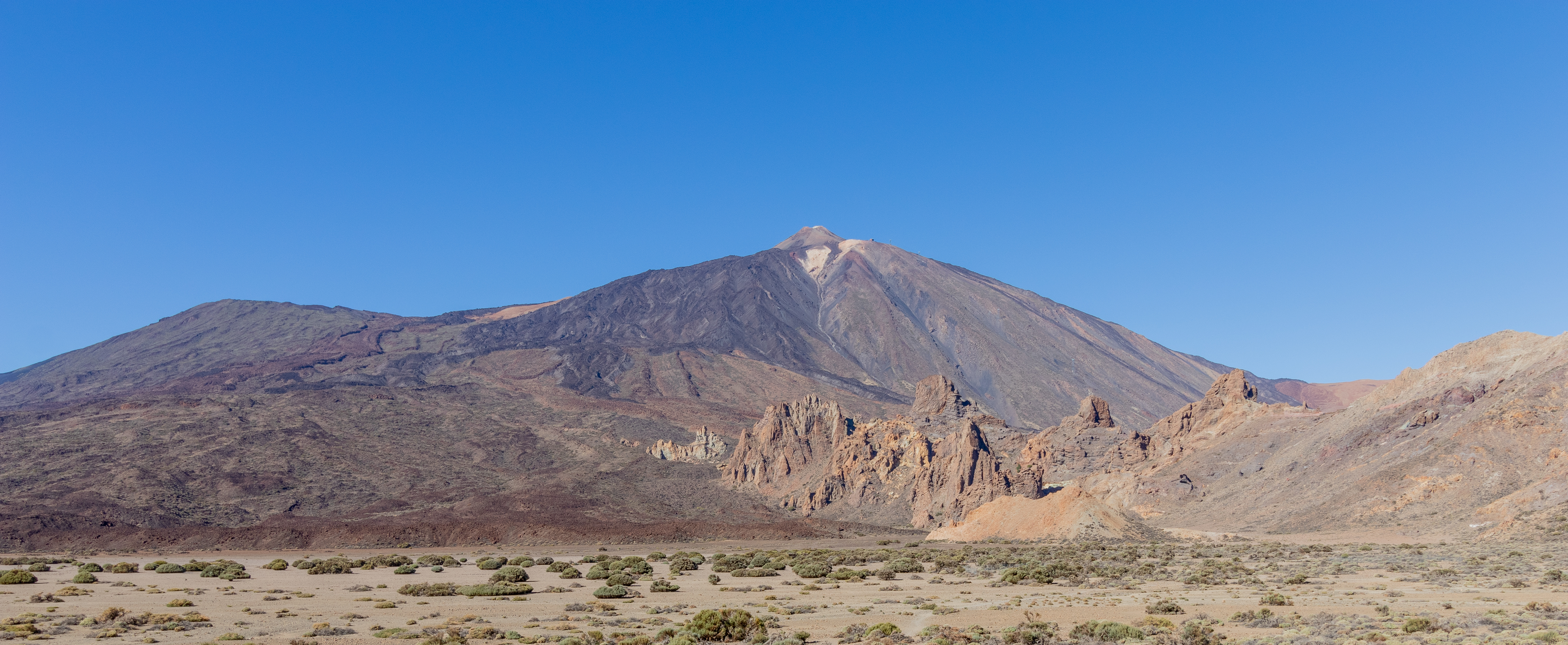
Roques de García avec le volcan Teide. Novembre 2020.